# 斑芋螺
斑芋螺（学名：Conus ebraeus），是新腹足目芋螺科芋螺属的一种。主要分布于印度尼西亚、中国大陆、台湾，常栖息在潮间带到浅海的岩礁区。